# José Díaz Jácome
José Díaz Jácome (Mondoñedo, Lugo, Galicia, España, 19 de abril de 1910-La Coruña, Galicia, España, 6 de septiembre de 1998) fue un periodista, poeta y escritor español. 

## Biografía
Nació en la ciudad lucense de Mondoñedo, de la cual llegó a ser Cronista Oficial e Hijo Predilecto. Como escritor fue miembro de la llamada Xeración do 36 y se adscribió, de la mano de su amigo y coterráneo Álvaro Cunqueiro, a la línea poética neotrobadurista, en cuyo desempeño demostró una notable habilidad. Publicó sus primeras obras poéticas en La Voz de Mondoñedo, Vallibria y otros periódicos gallegos y asturianos.
Como periodista, llega a Pamplona en 1939 a trabajar en El Pensamiento Navarro donde fue redactor jefe (1941) así como director de las revistas navarras "Albor (Cuaderno de Poesía)" (1941) donde «dieron algunos de los primeros pasos poetas castellanos como Blas de Otero o Luis López Anglada y donde también participaron autores gallegos como José Filgueira Valverde o Dionisio Gamallo Fierros y "Pregón" (1943), fundada por el aragonés Faustino Corella Estella, contando entre sus redactores iniciales a José María Iribarren, Ignacio Baleztena y José Ramón Castro Álava.
A principios de los cincuenta fue redactor jefe de Faro de Vigo, y poco después pasó a dirigir, en Oviedo, el diario La Voz de Asturias, cargo en el que permaneció hasta su jubilación en 1983.
Fue hasta su muerte presidente de honor de la Asociación de la Prensa de Oviedo.

## Obras
Sus obras más destacables son: 
- Primeras cántigas de amor (1936), con un epílogo de Cunqueiro;
- La huella del ángel (1943) y
- Muiño Fidel (1983).

Fue galardonado con el Primer Premio Juegos Florales de Vigo, por su poesía A lenda de Cristo y con la Flor Natural de certámenes de Buenos Aires, Montevideo, Nueva York y Barcelona. Además, en 1996, la Junta de Galicia le concedió la Medalla Castelao.